# Secusigiu
Secusigiu é uma comuna romena localizada no distrito de Arad, na região histórica da Transilvânia. A comuna possui uma área de 172.02 km² e sua população era de 6074 habitantes segundo o censo de 2007.